# Мар'янівка (Запорізький район)
Мар'я́нівка — село в Україні, у Новомиколаївській селищній громаді Запорізького району Запорізької області. Населення становить 109 осіб. До 2020 орган місцевого самоврядування - Терсянська сільська рада.

## Географія
Село Мар'янівка знаходиться на правому березі річки Верхня Терса, вище за течією на відстані 2 км розташоване село Тернівка, нижче за течією на відстані 4 км розташоване селище Новомиколаївка, на протилежному березі — село Нововікторівка. Поруч проходять автомобільні дороги Т 0408 та Н15.

## Історія
12 червня 2020 року, відповідно до Розпорядження Кабінету Міністрів України від № 713-р «Про визначення адміністративних центрів та затвердження територій територіальних громад Запорізької області», увійшло до складу Новомиколаївської селищної громади.
19 липня 2020 року, в результаті адміністративно-територіальної реформи та ліквідації Новомиколаївського району, село увійшло до складу Запорізького району.

## Населення

### Мова
Розподіл населення за рідною мовою за даними перепису 2001 року:
| Мова       | Кількість | Відсоток |
| ---------- | --------- | -------- |
| українська | 105       | 96.33%   |
| російська  | 4         | 3.67%    |
| Усього     | 109       | 100%     |

## Відомі люди
- Шутова (Іллєнко) Надія Іванівна нар. 19 жовтня 1939 в Мар'янівці — село Новомиколаївського району Запорізької області. Статус — Борець за незалежність України у ХХ сторіччі http://zakon3.rada.gov.ua/laws/show/314-19 [Архівовано 21 лютого 2020 у Wayback Machine.]. Засновник і активіст Народного Руху України у Немирівському районі на Вінниччині.

Працювала на шахтах Донбасу ламповщицею, оператором конвеєрів.

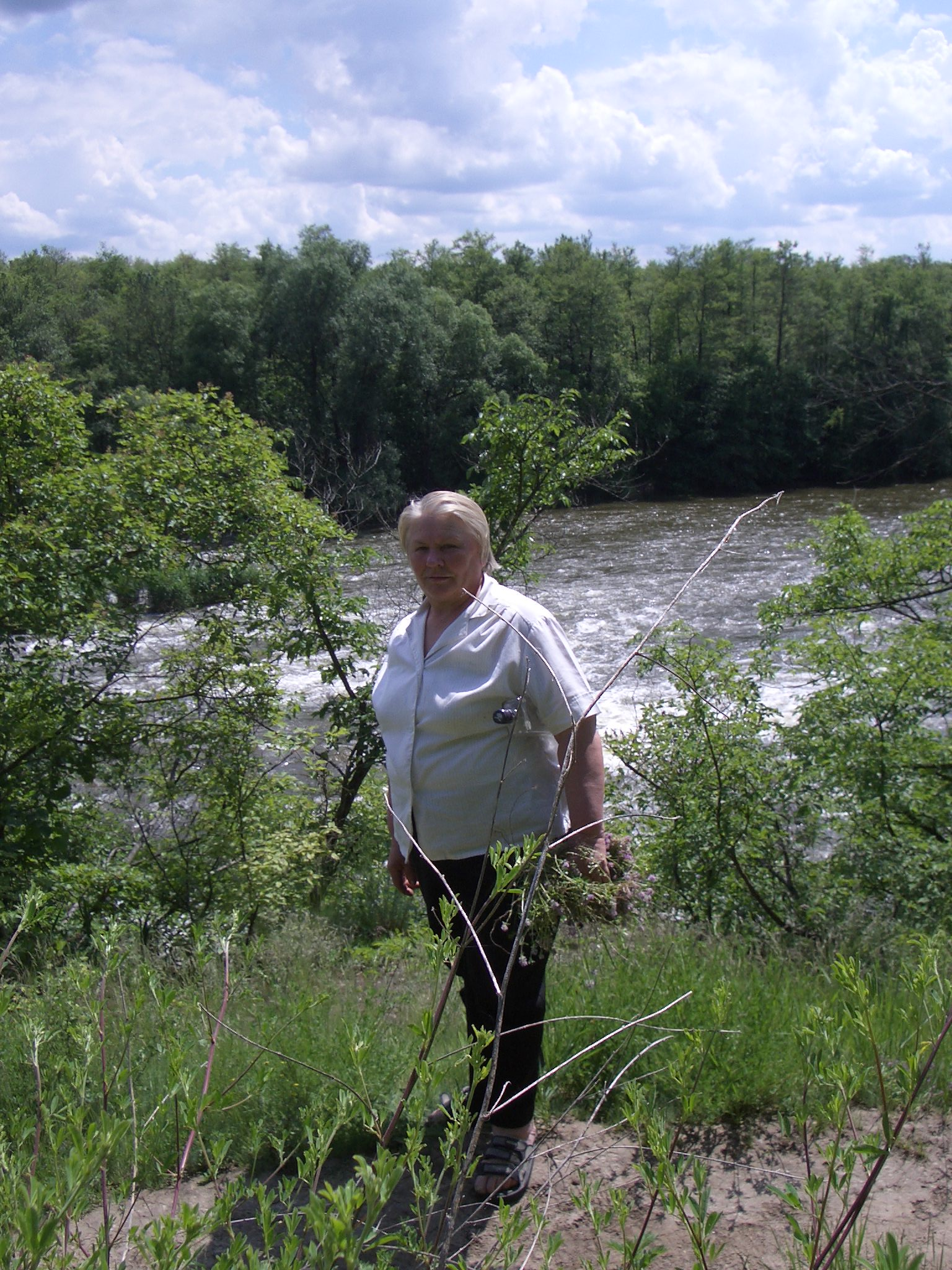
Шутова Надія Іванівна, Шутишин Брід

- Мама Надії Іванівни — Галя (Анна) Матвіївна Іллєнко (Литвин) (нар. 19.12.1918 року — +) з роду Литвинів з села Литівка Новомиколаївського району Запорізької області. Батьки — Матвій та Ганна. Мала сестер- Віру Матвіївну Литвин (син Микола (Іванович) Матвійович Литвин- дружина Надія, діти: Юрій, Віра) і Мотрю Матвіївну Литвин. (Сестри проживали у с. Мар'янівка і поховані на цвинтарі в с.Мар'янівка — Новомиколаївського району Запорізької області.
- Тато Надії Іванівни — Іллєнко Іван Петрович (пом. на Сумщині). Його батько — Іллєнко Петро Герасимович (похований у с. Романівка Новомиколаївського району Запорізької області., рідний брат Кіндрата, та інш., мав дітей: Івана, Павла (Володимир нар. 1941, проживав у Кам'янському (в мин. Дніпродзержинськ), Михайла (Володя, Ліля), Настю (Люба, Віра, Надя, Ніна), Валентину, Дуню. Був родом з Сумщини, звідки родина втекла під час розкуркулення (1930-ті рр.) .
- Сестра Надії Іванівни — Раїса Іванівна Фонарьова(Іллєнко) (нар. 02.02.1941 , пом. 07.08.2016-похована у с. Мар'янівці — село Новомиколаївського району Запорізької області. Діти- Тетяна (нар. 1961- пом. 28.11.1968), Віталій (*)має дружину Тетяну(*) (сини: Костя(*), Сергій(*)), Оксана(*)має сина Віктора.
- Шутов Ілля Якимович 15 жовтня 1957, м. Білицьке, Донецької області) —Борець за незалежність України у ХХ сторіччі http://zakon3.rada.gov.ua/laws/show/314-19 [Архівовано 21 лютого 2020 у Wayback Machine.]. громадський діяч, науковець, юрист, журналіст — активний учасник національно-визвольної боротьби за незалежність і демократичний устрій України. Активний учасник чотирьох революцій в Україні.